# Metodo Di Bella
Il cosiddetto metodo Di Bella (o multitrattamento Di Bella, in sigla MDB) è una terapia alternativa per il trattamento dei tumori, priva di riscontri scientifici circa i suoi fondamenti e la sua efficacia. Ideata dal medico Luigi Di Bella, fra il 1997 e il 1998 fu oggetto di una grande attenzione da parte dei mass media italiani.
La sperimentazione condotta nel 1999 dal Ministero della Salute sancì la sostanziale "inattività", cioè l'inefficacia terapeutica, del cosiddetto "multitrattamento Di Bella". I risultati furono pubblicati sul British Medical Journal. Vennero inoltre osservate in via complementare, anche se questo non rientrava negli scopi della sperimentazione, le curve di sopravvivenza dei pazienti sottoposti allo studio. Tutte rientravano nei parametri delle curve di sopravvivenza relative alle specifiche forme di tumore in assenza di trattamento: in poche parole quei pazienti non avevano avuto alcun beneficio né terapeutico né in termini di allungamento della sopravvivenza con MDB.
Nel 2005 arriva una nuova bocciatura del Metodo Di Bella nella lettera scritta dal presidente del Consiglio superiore di sanità Mario Condorelli all'allora Ministro della salute Francesco Storace:
La terapia di Di Bella fu ed è oggetto anche di alcune teorie complottistiche da parte dei suoi sostenitori, chiamati anche "dibelliani", e dei figli Giuseppe e Adolfo.

## Luigi Di Bella

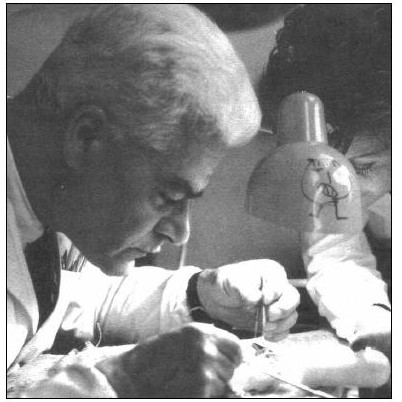
Luigi Di Bella esegue un test nel laboratorio.

Luigi Di Bella (Linguaglossa, 18 luglio 1912 – Modena, 1º luglio 2003), figlio di Giuseppe e Carmela Tornatore, ultimo di tredici figli, si laurea il 14 luglio 1936 in Medicina e Chirurgia con 110 e lode all'università di Bari. Negli anni successivi consegue anche le lauree in Chimica e in Farmacia e la specializzazione in Fisiologia. Nel 1939 entra all'Istituto di Fisiologia Umana dell'Università degli Studi di Modena, dove si sarebbe fermato per tutta la carriera, andando in pensione nel 1984 come professore associato. Nel 1941 parte per la campagna di Grecia per dirigervi l'ospedale da campo della 33ª Divisione fanteria "Acqui" e, nel 1942, per quello della 37ª Divisione fanteria "Modena". Contrae la malaria e il 4 settembre 1943 viene rimpatriato e messo in congedo illimitato per motivi di salute, tornando al lavoro di ricerca e insegnamento in Italia.
Negli ultimi anni di vita si riavvicinò alla fede cattolica, anche in virtù del principio antropico applicato alle reazioni chimiche e alla biologia.

## Il metodo Di Bella

### Storia
Luigi Di Bella inizia le sue ricerche sul cancro nel 1963 e nel 1967 la sperimentazione su alcuni pazienti. Nel 1977 introduce nella sua multiterapia l'uso della somatostatina, allo scopo di curare anche i cosiddetti "tumori solidi". Nel 1989 viene presentato ufficialmente anche questo nuovo metodo di cura: Di Bella afferma di poter prevenire la formazione della metastasi.
Da oltre dieci anni quindi si sapeva che Luigi Di Bella praticava una terapia non convenzionale nella cura dei tumori. Alla metà degli anni '90 la Commissione unica del farmaco ridisegna le fasce di farmaci a carico del Servizio Sanitario Nazionale (SSN); la somatostatina, uno dei farmaci usati da Di Bella, è a quel tempo reperibile solo negli ospedali poiché classificata come farmaco di fascia H; quindi dall'inizio del 1997 il costo della cura è molto oneroso per i pazienti che non possono addebitare al SSN parte dei farmaci necessari.
Nel 1996 la Commissione Oncologica Nazionale, su richiesta delle autorità sanitarie, comunica che questa terapia è priva di validazione scientifica; in quel periodo si muove un'associazione di pazienti in cura con Di Bella (AIAN), coordinati da un operatore turistico, per richiedere la gratuità della somatostatina già allora non inclusa tra i farmaci antitumore.
In questo contesto, l'AIAN spinge per accendere l'attenzione dei media, dell'opinione pubblica e dei magistrati che emanano decreti in favore della somministrazione della cura; il 16 dicembre 1997 il giudice Carlo Madaro, pretore di Maglie, ordinò all'azienda sanitaria locale di competenza di fornire gratuitamente a un paziente i farmaci necessari per questa terapia. Tutto ciò è amplificato dall'organizzazione che segue e sponsorizza il prof. Di Bella, appoggiato anche da Alleanza Nazionale, Forza Italia, Verdi e Codacons.
Interviene allora il Ministro della sanità Rosy Bindi che richiede un nuovo parere alla Commissione Unica per i Farmaci. Nel parere risulta che gli studi a disposizione non giustificano la gratuità della somatostatina per terapie oncologiche. La stessa azienda produttrice di questo ormone non poteva promuovere una simile richiesta stante la mancanza di prove scientifiche sull'efficacia anti-tumorale della somatostatina; con un'ordinanza il Ministro impone a Luigi Di Bella e a tutti coloro che ne sono in possesso di consegnare le cartelle cliniche che dimostrino l'efficacia terapeutica del metodo. Di Bella si rifiuta adducendo il segreto professionale, consegnando solo 4 cartelle cliniche ai carabinieri; in seguito perverranno al Ministero 70 cartelle cliniche. Pur in assenza di qualsiasi presupposto scientifico che la giustificasse, la sperimentazione venne autorizzata dal governo il 10 gennaio 1998; l'allora Ministro della sanità sottolineò che il presupposto scientifico della sperimentazione era da rinvenire nell'allarme sociale che stava causando la vicenda.

#### L'analisi delle cartelle dell'archivio Di Bella
Luigi Di Bella affermava di essere riuscito a curare migliaia di malati di cancro, eppure nel giugno del 1998, dopo che questi concesse l'accesso ai propri archivi, venne pubblicata l'analisi delle cartelle cliniche relative a 20 anni di cura Di Bella effettuata da una commissione di esperti oncologi: i dati erano molto lacunosi e i risultati deludenti. Dei 3076 casi analizzati, di circa il 50% non si sapeva se in effetti avessero un tumore, del 30% mancavano dati circa la sopravvivenza dopo la terapia Di Bella, del restante 20% (605 casi) con dati circa la sopravvivenza, solo per 248 (8%) esistevano dati certi sia in merito alla diagnosi che al trattamento, di questi 244 avevano ricevuto trattamenti convenzionali per la cura dei tumori, solo 4 erano stati trattati con la cura completa di Luigi Di Bella senza chemioterapia e morirono tutti in un periodo compreso tra uno e tre anni dalla diagnosi.

### Descrizione
La "multiterapia" ebbe nel tempo molteplici variazioni, ma la sostanza del "cocktail", come fu denominato, è costituita da quattro componenti e si basa sull'uso di farmaci, ormoni e vitamine. In particolare, la cura Di Bella si concretava nella somministrazione di un composto di:
- somatostatina (3 mg), o il suo analogo Octreotide, tramite siringa temporizzata.
- bromocriptina (2,5 mg)
- ciclofosfamide, (chemioterapico usato in molte terapie anti-tumorali), in dosi giornaliere di 50 mg (sostituito dall'Idrossiurea nel trattamento del glioblastoma).
- melatonina (20 mg), unita ad adenosina secondo un brevetto del 1991 intestato a una azienda e di cui risulta inventore anche lo stesso Luigi Di Bella.[33][34][35]
- complesso vitaminico (soluzione di retinoidi, 7 g, e vitamine E, C e D).

Questi farmaci costituivano il cosiddetto "modulo fisso" del trattamento. Altri farmaci, di volta in volta diversi (come l'ACTH) venivano utilizzati a seconda del tipo di tumore.
Già dal 1972 erano note le limitate proprietà anti-cancro della somatostatina e del suo analogo octreotide, ma l'efficacia è brevissima e non priva di effetti collaterali tra cui diabete mellito di tipo 2, diarrea, gastrite, calvizie. Anche l'analisi degli studi sulla molecola non ha mostrato particolari effetti antitumorali se si escludono quelli sui tumori neuroendocrini per i quali la sostanza è già utilizzata da tempo. L'ACTH invece è un ormone in grado di causare sindrome di Cushing, diabete mellito, osteoporosi, ipertensione, immunosoppressione, depressione.
Di Bella sosteneva di avere curato 10 000 persone senza effetti collaterali, ma non aveva mai pubblicato nulla di rilievo in merito su una rivista a revisione paritaria, la documentazione in suo possesso su queste presunte guarigioni era molto lacunosa perché non menzionava se nel frattempo i malati erano sottoposti a chemioterapia, inoltre i presunti miglioramenti erano privi di dati scientifici e venivano descritti con dei vaghi "sta meglio".
Nel gennaio del 1998, in una conferenza a Bruxelles dichiara che la sua cura sarebbe stata efficace anche contro altre patologie, come l'Alzheimer e la Sclerosi multipla sollevando le proteste degli specialisti.

### Sperimentazione
(Eva Buiatti)
La sperimentazione viene concordata alla fine di gennaio del 1998 tra l'allora Ministro della Salute Rosy Bindi, Lorenzo Tomatis, Umberto Veronesi e Luigi Di Bella. I protocolli vengono sottoscritti da Luigi Di Bella e da una squadra di oncologi e garanti tra i migliori in Italia. L'accordo prevede la sperimentazione di 9 protocolli, che diventeranno 11, su altrettante neoplasie per un totale di 600 pazienti e un ulteriore protocollo di osservazione che coinvolgerà 2 000 pazienti; i centri coinvolti sono 21.
I principali criteri comuni ai diversi protocolli per l'accesso alla terapia sono rappresentati da:
- avere ricevuto una diagnosi istologica o citologica di malattia neoplastica;
- presentare una malattia misurabile e/o valutabile;
- presentare uno stadio avanzato di malattia;
- non avere ricevuto precedenti trattamenti MDB;
- non assumere contemporaneamente altri farmaci antitumorali.[47][48]

Nello stesso periodo di tempo vengono attivati gli 11 studi multicentrici di fase II su 8 tipi di neoplasie; la fase II è finalizzata ad acquisire conoscenze sui livelli di "attività" di un farmaco o di un insieme di farmaci, in ambito oncologico questo significa valutare se un determinato trattamento è in grado di ridurre le dimensioni delle masse tumorali in un numero significativo di pazienti. La valutazione finale da parte dell'Italian Study Group for the Di Bella Multitherapy Trial fu che quelle sperimentazioni non avevano prodotto alcuna prova che giustificasse ulteriori trials clinici.
In particolare la sperimentazione di fase II evidenziò come il MDB non avesse «attività clinica sufficiente per giustificare ulteriori indagini» (cioè la fase III),
Nel maggio 1999 erano ancora in terapia 21 pazienti, 5 avevano avuto una risposta parziale, poi annullata dalla ripresa di malattia per due di loro, del 5,7% di loro si erano perse le tracce e 598 (77,8%) erano deceduti; in totale si erano osservati 385 eventi avversi su 237 pazienti considerati correlabili al trattamento Di Bella.
La rivista Cancer scrisse che i pazienti trattati con la terapia Di Bella vivevano in media meno di quelli trattati con terapie tradizionali di riconosciuta efficacia e sottolineava che tale terapia non è comunque priva di effetti collaterali.

#### I risultati in dettaglio
| Protocollo (in ordine crescente del numero di pazienti coinvolti)                                              | Risultati all'ultimo controllo previsto dallo studio (luglio 1998) | Risultati all'ultimo controllo previsto dallo studio (luglio 1998) | Risultati all'ultimo controllo previsto dallo studio (luglio 1998) | Risultati all'ultimo controllo previsto dallo studio (luglio 1998) | Risultati all'ultimo controllo previsto dallo studio (luglio 1998) | Peggioramenti o decessi (dati al 31/10/98) |
| Protocollo (in ordine crescente del numero di pazienti coinvolti)                                              | peggioramenti                                                      | decessi                                                            | stazionari                                                         | risposte parziali o complete                                       | ritirati per tossicità                                             | Peggioramenti o decessi (dati al 31/10/98) |
| --- | ------------------------------------------------------------------ | ------------------------------------------------------------------ | ------------------------------------------------------------------ | ------------------------------------------------------------------ | ------------------------------------------------------------------ | ------------------------------------------ |
| Protocollo 9 (glioblastoma cerebrale dopo chirurgia e radioterapia esterna)                                    | 70%                                                                | 20%                                                                | 10%                                                                | 0                                                                  | 0                                                                  | 100%                                       |
| Protocollo 7 (carcinoma del pancreas esocrino, pazienti mai sottoposti a chemioterapia)                        | 45%                                                                | 28%                                                                | 21%                                                                | 3%                                                                 | 3%                                                                 | 90%                                        |
| Protocollo 3 (carcinoma mammario metastatico resistente a ormonoterapia e/o chemioterapia)                     | 70%                                                                | 12%                                                                | 12%                                                                | 3%                                                                 | 3%                                                                 | 91%                                        |
| Protocollo 1 (primo braccio: leucemia linfoide cronica)                                                        | 45,4%                                                              | 0%                                                                 | 36,4%                                                              | 0%                                                                 | 18,2%                                                              | 91%                                        |
| Protocollo 1 (secondo braccio: linfoma non-Hodgkin)                                                            | 53%                                                                | 19%                                                                | 25%                                                                | 3%                                                                 | 0%                                                                 | 85%                                        |
| Protocollo 5 (primo braccio: carcinoma polmonare non a piccole cellule, metastatico, malati pretrattati)       | 43%                                                                | 45%                                                                | 1%                                                                 | 0%                                                                 | 6%                                                                 | 91%                                        |
| Protocollo 5 (secondo braccio: carcinoma polmonare non a piccole cellule, metastatico, malati non pretrattati) | 53%                                                                | 25%                                                                | 12%                                                                | 0%                                                                 | 8%                                                                 | 86%                                        |

Tutti i pazienti dei restanti quattro protocolli (n. 4, 6, 8, 10) erano al 31 ottobre o peggiorati o deceduti (in percentuali variabili dall'82% al 97,1%).
Risultati complessivi al 31 ottobre 1998 di tutti i protocolli (386 pazienti):
| Decessi | Progressione di malattia | Malati stazionari | risposte parziali | Pazienti non rintracciabili | risposta completa |
| ------- | ------------------------ | ----------------- | ----------------- | --------------------------- | ----------------- |
| 53%     | 33%                      | 3%                | 1%                | 6%                          | 0%                |

#### Critiche alla sperimentazione
Di Bella attribuì il fallimento della sperimentazione a tre fattori:
- Utilizzo di medicinali scaduti: secondo il rapporto del Nucleo anti-sofisticazione dei Carabinieri firmato dai marescialli Ciro Spiniello e Antonio Barrasso, 1 048 pazienti assunsero "un farmaco potenzialmente imperfetto e non più possedente le caratteristiche terapeutiche iniziali [...] Ne consegue che dai risultati ottenuti dalla sperimentazione essa debba essere quantomeno rivista". La procura di Firenze[55] tuttavia archiviò il caso[56]; per la procura non esistevano indicazioni di Di Bella sulla scadenza del preparato prima del suo utilizzo e tutto si era svolto secondo il protocollo concordato[57]. Lo stesso Di Bella inoltre aveva affermato che se custodito in ben precise condizioni al riparo dalla luce e dal calore, lo sciroppo ai retinoidi era del tutto stabile[2].
- Dosaggi errati e preparazioni non corrispondenti alle istruzioni: nella preparazione della vitamina E, utilizzata nella terapia, secondo il promemoria del professore Di Bella è necessario "gorgogliare l'azoto a medio flusso per qualche minuto fino ad eliminazione del solvente organico", in particolare se tale solvente è l'acetone, che presenta una certa tossicità, e uno dei composti conteneva acetone fino a 250 milligrammi per litro[58]. L'Istituto farmaceutico militare di Firenze che preparò i composti affermò che l'acetone fu usato secondo le indicazioni del professor Di Bella. I residui di questo solvente, in un secondo tempo, non possono essere completamente eliminati senza distruggere anche i retinoidi[58][59]. Anche per questo aspetto la Procura archiviò il caso promosso dall'Aian, l'associazione dei pazienti del professor Di Bella poiché,nel protocollo d'intesa fra il Ministero della sanità e Di Bella fra i reagenti previsti per la produzione della soluzione ai retinoidi era previsto proprio l'acetone e non l'alcol, sostanza equivalente sotto il profilo della tossicità[57]. La stessa Procura, da un confronto dei farmaci prodotti a Firenze e a Modena, rilevò che i preparati erano stati giudicati sostanzialmente identici, per cui non si rilevavano differenze di efficacia[57].
- Selezione dei pazienti: secondo Di Bella i pazienti erano già in stadio avanzato, ed erano già stati sottoposti a chemioterapia che secondo il professore "ha un effetto deleterio sui pazienti". Era il protocollo concordato tuttavia a prevedere, tra i requisiti di accesso, che il soggetto presentasse uno stadio avanzato di malattia,[47] alcuni protocolli inoltre prevedevano la partecipazione di pazienti non pre-trattati[53].

## Il caso mediatico
(Umberto Eco)
La vicenda legata alla sperimentazione del metodo Di Bella è stata analizzata anche dal punto di vista del risalto mediatico dato alla vicenda e di come l'opinione pubblica ha reagito a tali avvenimenti: la vicenda ha suscitato un processo emotivo di adozione da parte del pubblico di quella figura di eroe capace di opporsi alle istituzioni (illegittime per definizione) e ai loro oscuri interessi per indicare una nuova via facile e comoda attraverso la quale ottenere risultati senza fatica. La ribalta mediatica inizia nel 1997: a Modena un quotidiano locale organizza una serata in cui il professor Di Bella risponde in pubblico alle domande rivolte dai giornalisti. Nel mese di luglio dello stesso anno il Corriere della Sera e il Messaggero pubblicano una pagina a pagamento in cui veniva annunciato un convegno in un albergo di Roma in cui Di Bella avrebbe illustrato i suoi metodi terapeutici. Di quell'anno sono le presenze anche in trasmissioni su canali nazionali; tra il dicembre 1997 e il gennaio 1998 vengono dedicati al caso Di Bella, sui cinque principali quotidiani, 636 articoli dei quali 86 in prima pagina. Piero Angela, unitamente ad altri giornalisti scientifici, sottoscrive un documento critico sul modo con cui viene trattato dall'informazione il caso Di Bella. Il 15 febbraio del 1998 15 000 sostenitori di Di Bella sfilano per Roma per chiedere la gratuità della terapia. Rileva un sondaggio dell'epoca che l'85% degli italiani era favorevole alla cura Di Bella.

## Il metodo Di Bella dopo la sperimentazione
Nel 2003 la Camera dei deputati approva un atto di indirizzo per il governo ai fini di una nuova sperimentazione del metodo. Nel 2005 arriva la nuova bocciatura da parte dell'Istituto Superiore di Sanità.
Al 2004 si affermava che circa 100/150 medici continuavano ad applicare il MDB; al 2011 il metodo è divulgato attraverso diversi siti internet dai figli che hanno anche istituito una Fondazione. Tuttavia a quella data non esistevano né studi né statistiche in merito ai casi trattati che possano deporre per l'efficacia della terapia: nel caso del MDB la statistica non esiste. Non vi sono dati conservati sistematicamente e catalogati in maniera completa, non c'è puntuale presenza di eventuali cure effettuate in precedenza, il decorso ed il follow-up (cioè l'evoluzione della malattia successiva alla cura) [...] gli unici dati forniti dal gruppo Di Bella sono molto generici, spesso non fanno riferimento ad eventuali terapie effettuate prima della cura, altre volte non si conosce bene la storia del paziente.
L'American Cancer Society dichiara a proposito del MDB: "L'evidenza scientifica disponibile non supporta le affermazioni sull'efficacia della terapia Di Bella nel curare il cancro. Può causare effetti collaterali seri e pericolosi". Nei primi mesi del 2012 una nuova sentenza in Puglia impone alla ASL locale il rimborso della terapia riaccende l'attenzione dei media sul metodo di Bella, decisione che viene revocata dal giudice del lavoro del tribunale di Bari. Giuseppe Di Bella, il figlio di Luigi Di Bella,  afferma che a sostenere la validità del metodo ci sono anche i risultati da lui presentati a due convegni oncologici mondiali svolti uno in Cina e uno a Singapore; tuttavia questi convegni non solo risultano privi di una qualsiasi valenza scientifica, ma risulta anche che a essere invitato quale relatore è chiunque paghi l'importo richiesto per la partecipazione a prescindere da ogni validità o plausibilità scientifica di quello che contiene la propria relazione.
Il 28 gennaio 2014 il tribunale di Lecce ordina il rimborso di 25 000 euro da parte della ASL cittadina a una donna malata di tumore che sostenne un trattamento con il metodo Di Bella; il tribunale dichiara che «emerge una situazione clinica in cui, accanto ad una progressione di malattia, sono evidenti riduzioni e addirittura la scomparsa di alcune lesioni, con un miglioramento rispetto al periodo pre-trattamento».
Il 12 aprile 2016 un caso simile si ripete al tribunale di Brindisi.

### Studi ex post
Periodicamente la fondazione Di Bella, anche attraverso la stampa generalista, porta alla ribalta notizie di studi che in qualche misura comproverebbero la validità del metodo. Tuttavia questi studi concernono solo alcuni degli elementi usati da Di Bella, non sono pubblicati su riviste autorevoli e tutti si riferiscono a colture cellulari e non a esseri umani, quindi non hanno alcuna validità per un uso clinico "in vivo" o in altri casi si tratta di ricerche che per modalità/quantità di prodotto somministrato non è suscettibile di paragone.
Ad esempio, una delle molecole maggiormente note e presenti nel MDB è l'acido retinoico o tretinoina, questa sostanza è usata nel metodo alla dose di circa 12 mg al giorno; questa molecola è in uso nella medicina scientifica, ad esempio per il trattamento della leucemia promielocitica acuta (LPA), tuttavia in questa patologia la sostanza è utilizzata alla dose di 45–100 mg/m^2 di superficie corporea. Tutto questo in un contesto che per dose e tempi non è affatto sovrapponibile al MDB, tanto è vero che è un trattamento riconosciuto valido in questo contesto, proprio per l'appropriatezza dell'utilizzo della sostanza.
Anche un grosso studio epidemiologico del noto oncologo Umberto Veronesi sull'efficacia dell'acido retinoico nella prevenzione delle recidive di cancro mammario condotto fra il 1988 ed il 1993 usava un analogo dell'acido retinoico alla dose di 200 mg.
Altro esempio di studio citato, ma non paragonabile al MDB per le quantità somministrate, è del 2012; in esso viene suggerito che l'uso sinergico di melatonina, acido trans-retinoico e somatostatina produca benefici nella terapia per la cura del tumore al seno.

## Cultura di massa

### Televisione
- La trasmissione Report ha dedicato un'inchiesta della giornalista Sabrina Giannini PERCHE' LA SPERIMENTAZIONE DEL METODO DI BELLA E' FALLITA? (2000)

### Cinema
- Il metodo Di Bella appare tra le varie terapie alternative nel documentario complottista di Massimo Mazzucco Cancro - Le cure proibite (2010)

### Musica
- Il cantautore di musica alternativa di destra Massimo Morsello, all'epoca malato terminale di cancro e in cura da Luigi Di Bella, gli dedicò la canzone Buon anno Professore (1999).